# Fläckhuvad myrvireo
Fläckhuvad myrvireo (Dysithamnus puncticeps) är en fågel i familjen myrfåglar inom ordningen tättingar.

## Utseende och läte
Fläckhuvad myrvireo är en knubbig och kortstjärtad fågel med krökt näbbspets och gråaktigt öga. Hanen är pärlblågrå med diagnostiska fläckar på hjässa och vingar. Honan är brunare, framför allt på hjässan. Lätet består av en accelererande serie med pipiga toner.

## Utbredning och systematik
Fågeln förekommer från sydöstra Costa Rica till västra Colombia och nordvästra Ecuador. Den behandlas som monotypisk, det vill säga att den inte delas in i några underarter.

## Levnadssätt
Fläckhuvad myrvireo hittas i låglänta fuktiga skogar. Där ses den vanligen i par som rör sig i undervegetationen, ofta som en del av kringvandrande artblandade flockar.

## Status och hot
Arten har ett stort utbredningsområde, men tros minska i antal, dock inte tillräckligt kraftigt för att den ska betraktas som hotad. Internationella naturvårdsunionen IUCN listar arten som livskraftig (LC).